# Promops nasutus
Promops nasutus е вид бозайник от семейство Булдогови прилепи (Molossidae).

## Разпространение
Видът е разпространен в Аржентина, Боливия, Бразилия, Венецуела, Гвиана, Еквадор, Парагвай, Суринам и Тринидад и Тобаго.